# Elasmus nagombiensis
Elasmus nagombiensis är en stekelart som beskrevs av Karl-Johan Hedqvist 2004. Elasmus nagombiensis ingår i släktet Elasmus och familjen finglanssteklar.
Artens utbredningsområde är Sri Lanka. Inga underarter finns listade i Catalogue of Life.